# 高梁市立図書館
高梁市立図書館（たかはししりつとしょかん）は、岡山県高梁市の公共図書館の総称。旧高梁市域のJR伯備線備中高梁駅前にある高梁市図書館に加えて図書室4室からなる。

## 歴史

### 前史
| 明治・大正から戦前の高梁市域に存在した図書館 | 明治・大正から戦前の高梁市域に存在した図書館 | 明治・大正から戦前の高梁市域に存在した図書館 | 明治・大正から戦前の高梁市域に存在した図書館 | 明治・大正から戦前の高梁市域に存在した図書館 |
| 開館                                         | 形態                                         | 所在地                                       | 館名                                         |                                              |
| -------------------------------------------- | -------------------------------------------- | -------------------------------------------- | -------------------------------------------- | -------------------------------------------- |
| 1907年                                       | 村立                                         | 上房郡川面村                                 | 川面図書館                                   |                                              |
| 1915年                                       | 私立                                         | 川上郡成羽町                                 | 川上郡教育会図書館                           |                                              |
| 1921年                                       | 公立                                         | 上房郡高梁町                                 | 順正文庫                                     |                                              |
| 1922年                                       | 村立                                         | 上房郡津川村                                 | 津川図書館                                   |                                              |
| 1923年                                       | 私立                                         | 上房郡有漢村                                 | 有漢青年団図書館                             |                                              |
| 1924年                                       | 村立                                         | 上房郡上有漢村                               | 上有漢御成婚記念図書館                       |                                              |
| 1925年                                       | 私立                                         | 上房郡高梁町                                 | 高梁中学校有終図書館                         |                                              |
| 1926年                                       | 私立                                         | 上房郡巨瀬村                                 | 巨瀬青年図書館                               |                                              |
| 1928年                                       | 村立                                         | 上房郡有漢村                                 | 学校図書館                                   |                                              |
| 1929年                                       | 私立                                         | 上房郡高梁町                                 | 高梁児童図書館                               |                                              |
| 1930年                                       | 私立                                         | 川上郡高倉村                                 | 田井図書館                                   |                                              |
| 1930年                                       | 私立                                         | 川上郡高倉村                                 | 高倉図書館                                   |                                              |
| 1933年                                       | 私立                                         | 川上郡手荘村                                 | 三沢図書館                                   |                                              |
| 1938年                                       | 私立                                         | 川上郡成羽町                                 | 成羽町済世会図書館                           |                                              |

高梁は備中松山藩の城下町として発展した町であり、板倉家初代藩主勝澄が1746年（延享3年）に学問所を置き、寛政年間（1789年-1801年）に第4代藩主勝政が藩校として整備し「有終館」と名付けた。天保7年（1836年）には山田方谷が有終館学頭に任ぜられ、方谷は有終館や私塾で多くの門人を指導した。
1925年（大正14年）には岡山県高梁中学校（現・岡山県立高梁高等学校）に高梁中学校有終図書館が設置され、1926年（大正15年）6月から中学校の生徒以外に一般者の入館と貸出も認めた。農村文庫と巡回文庫も設けられていた。
旧・川上郡成羽町域では社団法人私立川上郡教育会が1910年（明治43年）に明治大帝御登極五十年記念事業として図書博物館の建設を図り、1912年（大正元年）に「今上陛下御即位大典記念事業」と事業名称を改め、1915年（大正4年）7月1日、成羽町大字下原本丁に川上郡教育会図書博物館を開館している。建坪22坪7合5勺（約75.2平方メートル）、洋式2階建ての階上が博物的施設、階下が図書室及び閲覧室だった。1924年（大正13年）当時、さらに10坪位の新聞雑誌閲覧室を増築する予定があること、一般の人の閲覧に供しており、館外の閲覧は特許証を有する者のみに貸与していることを山陽新報が伝えていた。しかし不況に追われ1934年（昭和9年）度からの閉鎖やむなきに至り、4月1日をもって休館した。
岡山県済世顧問の松野智照が組織した成羽町済世会は休館した川上郡教育会図書博物館の無償譲渡を受け、会が運営する保育園（現在の鶴鳴保育園）の運動場に移転改築して併設し、済世会館と呼んだ。1938年（昭和13年）3月20日、県から図書館設置を認可されて成羽町済世会図書館が開館し、済世会館すべての施設の利用を可能な限り一般に開放した。しかし戦時体制になって新刊書は入らず、戦争末期には休館状態となった。
戦後、各市町村にあった済世会はそのまま済世援護会に改称され、成羽町済世会図書館も成羽町済世援護会図書館となった。
『岡山県図書館一覧 明治・大正・昭和前期編』によると、明治・大正期から戦前の高梁市域では14の図書館が『岡山県統計年報』各年版に掲載されており、『川上郡誌』によると、これ以外に高梁市域には32の図書室・文庫・図書縦覧所が存在した。
1933年（昭和8年）には高梁中学校有終図書館が成績優良として文部省から表彰され、1936年（昭和11年）には巨瀬青年図書館と高倉図書館が成績優良として岡山県から表彰されている。1936年時点の岡山県には1,000冊以上の蔵書を有する図書館が67館あり、現在の高梁市域では高梁中学校有終図書館（5,601冊）、高梁児童図書館（1,946冊）、高倉図書館（2,230冊）、田井図書館（1,952冊）の4館がこれに該当した。いずれも自治体立図書館ではなく私立図書館だった。高梁中学校有終図書館の閲覧人員は34,987人であり、岡山市の岡山図書館と岡山県立図書館、上道郡西大寺町の西大寺小学校図書館、小田郡笠岡町の私立笠岡図書館、浅口郡西阿知町の河内小学校児童青年文庫に次いで6番目に多かった。

### 頼久寺町時代(1953-1970)
| 岡山県の図書館一覧（1955年度） | 岡山県の図書館一覧（1955年度） | 岡山県の図書館一覧（1955年度） | 岡山県の図書館一覧（1955年度） | 岡山県の図書館一覧（1955年度） | 岡山県の図書館一覧（1955年度） | 岡山県の図書館一覧（1955年度） | 岡山県の図書館一覧（1955年度） |
| 分類                           | 開館年                         | 館名                           | 蔵書数                         | 分類                           | 開館年                         | 館名                           | 蔵書数                         |
| ------------------------------ | ------------------------------ | ------------------------------ | ------------------------------ | ------------------------------ | ------------------------------ | ------------------------------ | ------------------------------ |
| 県立                           | 1906年                         | 岡山県立図書館                 | 36,830冊                       | 町立                           | 1907年                         | 勝山町立図書館                 | 4,333冊                        |
| 県立                           | 1946年                         | 岡山県立図書館倉敷分館         | 15,159冊                       | 町立                           | 1952年                         | 成羽町立図書館                 | 4,475冊                        |
| 市立                           | 1914年                         | 岡山市図書館                   | 30,710冊                       | 私立                           | 1943年                         | 金光図書館                     | 51,584冊                       |
| 市立                           | 1933年                         | 倉敷市立中庄図書館             | 6,200冊                        | 私立                           | 1931年                         | 興譲館図書館                   | 11,485冊                       |
| 市立                           | 1944年                         | 玉野市立図書館                 | 9,178冊                        | 私立                           | 1924年                         | 津山基督教図書館               | 32,555冊                       |
| 市立                           | 1949年                         | 玉島市立図書館                 | 8,917冊                        | 私立                           | 1951年                         | 愛生園図書館                   | 11,048冊                       |
| 市立                           | 1953年                         | 高梁市図書館                   | 13,180冊                       | 私立                           | 1948年                         | 立正児童図書館                 | 1,637冊                        |
| 市立                           | 1954年                         | 笠岡市立図書館                 | 2,915冊                        | 私立                           | 1935年                         | 正宗文庫                       | 16,089冊                       |

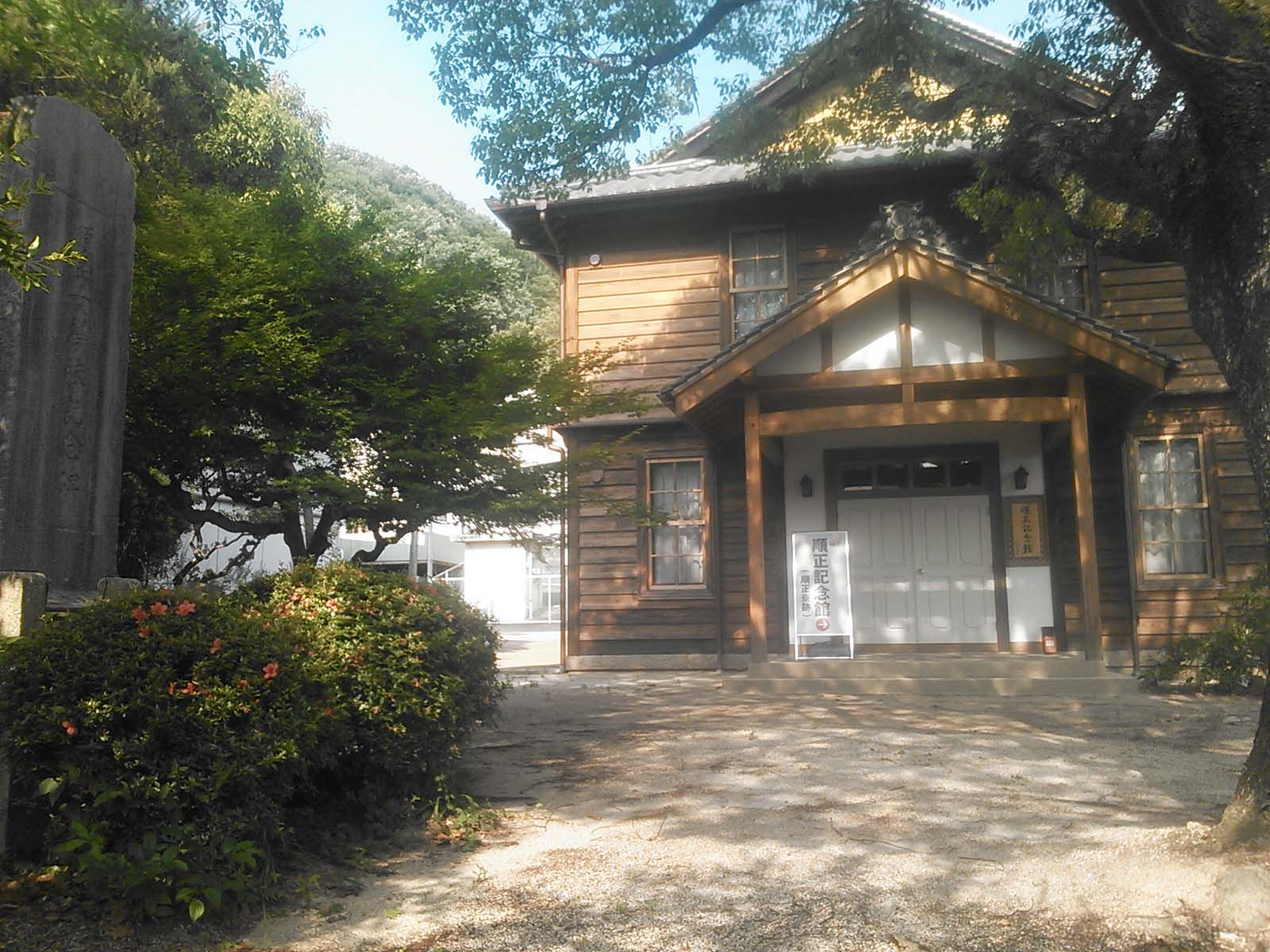
頼久寺町の順正寮跡

『山田方谷全集』刊行の際の余剰金を用いて、1952年（昭和27年）には高梁方谷会によって山田方谷文庫が設立された。山田方谷文庫に有終館の蔵書や高梁町出身者からの寄贈書を合わせて、1953年（昭和28年）12月には頼久寺町の岡山県立高梁高等学校の旧校舎（順正高等女学校旧寮「順正寮」跡地）設備を借用して、高梁町立図書館が開館した。床面積は88坪だった。
1954年（昭和29年）4月には吉野善介を所長とする吉野植物研究所を図書館に併設した。同年5月1日には上房郡高梁町が市制施行して高梁市となり、高梁町立図書館は高梁市図書館に改称している。同年7月22日には図書館条例を制定している。
1955年度の高梁市図書館の蔵書数は13,180冊、閲覧冊数は21,715冊であり、岡山県内の市立図書館としては岡山市立図書館に次いで蔵書数が多かった。年間の開館日数は302日間であり、岡山県内の公立図書館としてはもっとも多かった。1959年（昭和34年）3月には高梁市図書館の敷地と施設が、岡山の女子教育発祥の地として岡山県の史跡に指定されている。1966年（昭和41年）11月には、高梁・上房・川上視聴覚ライブラリーを併設した。

### 向町時代(1970-2017)

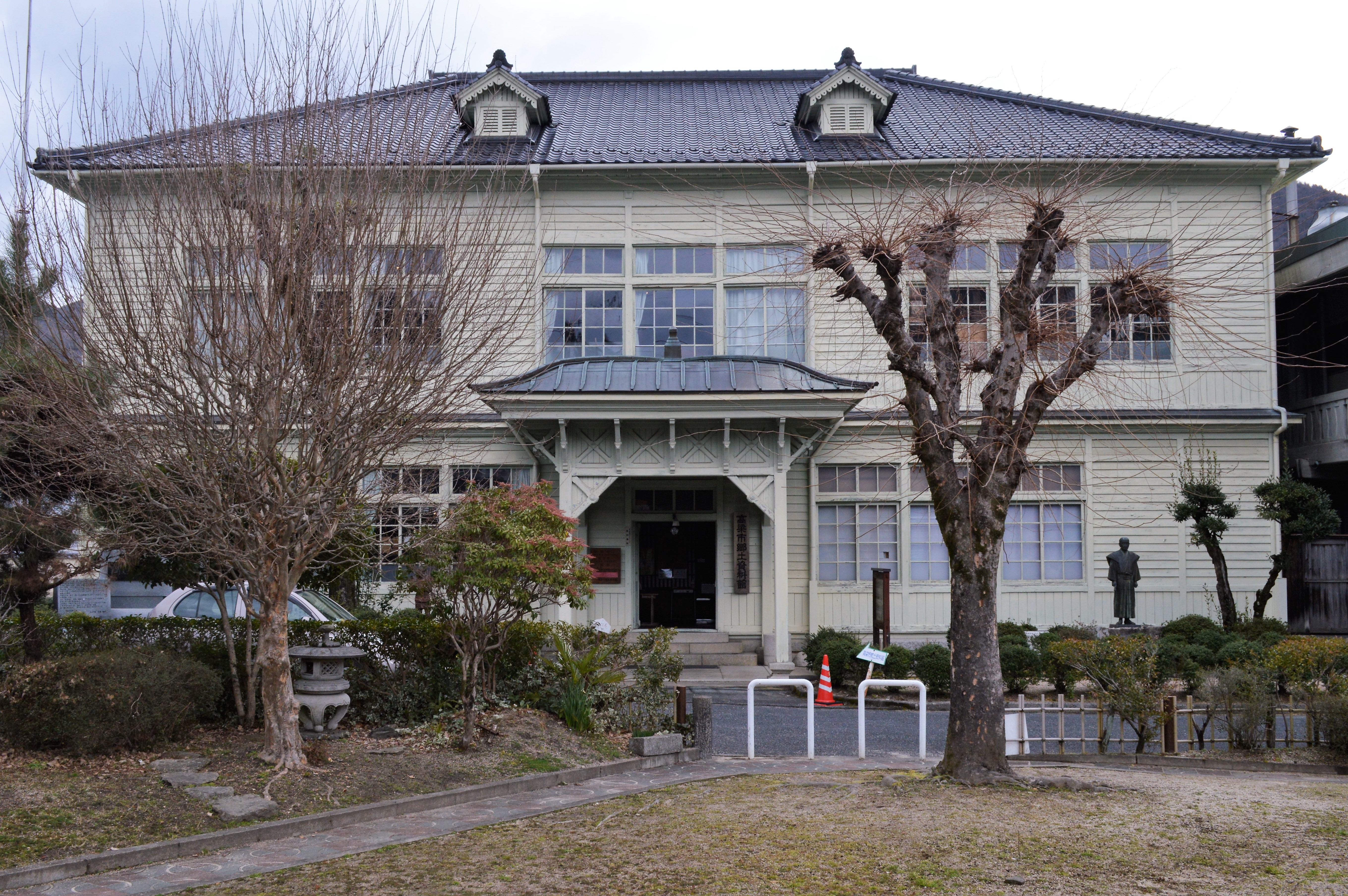
隣接地にある高梁市郷土資料館

1953年から使用してきた順正女学校の建物が手狭になったため、1970年（昭和45年）には高梁市図書館が新館に移転した。1973年（昭和48年）4月には米川文庫を設置し、1976年（昭和51年）10月には山田方谷先生遺墨展示ケースを設置した。1975年時点の岡山県の図書館設置率はわずか10%（全国平均は20%）であり、7市4町1事務組合に図書館が設置されているにすぎなかった。同年5月1日時点の高梁市図書館の蔵書数は24,724冊であり、岡山市立図書館、倉敷市立図書館、玉野市立図書館に次いで岡山県の自治体では4番目に蔵書数の多い図書館だった。1978年（昭和53年）4月には隣接地に高梁市郷土資料館が開館しているが、郷土資料館は1904年（明治37年）に高梁尋常高等小学校本館として建てられた洋風建築である。
1981年（昭和56年）の『1980 岡山県内図書館の現勢』によると、1980年度（昭和55年度）の職員数は4人であり、1980年度予算の資料費は130万円だった。同年度の蔵書数は29,353冊、うち児童書は4,661冊、購入雑誌は28誌、購入新聞は9紙であり、特殊文庫として有終館文庫、山田済斎文庫、進鴻渓文庫、桜井熊太郎文庫、板倉文庫があった。開館時間は8時30分から17時であり、休館日は月曜日・第3日曜日・木曜午後だった。
1987年（昭和62年）刊行の『岡山県図書館情報ガイド』によると、同年の蔵書数は34,981冊、購入雑誌は17誌、購入新聞は7紙であり、特殊コレクションとして漢籍9179冊などがあった。開館時間は9時から17時であり、木曜日のみは9時から12時だった。休館日は月曜日・第3日曜日・祝日・年末年始だった。図書館主催の催し物や講座として、本を読む会、古文書解読講座、写真展、郷土史講座などを開催していた。1995年度（平成7年）時点の蔵書数は約46,000冊であり、岡山県の自治体立図書館では16番目の蔵書数だった。同年には館長1人、司書2人、その他1人の4人の職員がいた。
| 高梁市立図書館の統計（2006年度） | 高梁市立図書館の統計（2006年度） | 高梁市立図書館の統計（2006年度） | 高梁市立図書館の統計（2006年度） |
| 分類                             | 館名                             | 蔵書数                           | 利用者数                         |
| -------------------------------- | -------------------------------- | -------------------------------- | -------------------------------- |
| 図書館                           | 高梁中央図書館                   | 73,215冊                         | 57,033人                         |
| 図書館                           | 成羽図書館                       | 38,900冊                         | 10,883人                         |
| 図書室                           | 有漢図書室                       | 10,345冊                         | 4,089人                          |
| 図書室                           | 川上図書室                       | 8,500冊                          | 830人                            |
| 図書室                           | 備中図書室                       | 4,000冊                          | 125人                            |

2004年（平成16年）10月1日には、旧高梁市、上房郡有漢町、川上郡成羽町・備中町・川上町の1市4町が合併して新高梁市が成立したため、高梁市図書館は高梁市立高梁中央図書館に改称し、成羽町にあった成羽町立図書館は高梁市立成羽図書館に改称している。2005年（平成17年）2月1日に岡山県立図書館が岡山市以外の市町村図書館（室）と相互返却サービスを始めたため、県立図書館で借りた本を高梁市立図書館の図書館（室）で、また高梁市立図書館の図書館（室）で借りた本を県立図書館で返却することが可能となった。2006年度末時点の蔵書数は、高梁中央図書館が73,215冊、成羽図書館が38,900冊だった。2006年度（平成18年度）の利用者数は、高梁中央図書館が57,033人、成羽図書館が10,883人だった。
2010年（平成22年）10月19日に新図書館システムを導入した両図書館がネットワークで結ばれた。2011年（平成23年）2月1日には有漢図書室・川上図書室・備中図書室にも図書館システムが導入、両図書館とネットワークで結ばれ、貸出冊数も20冊までとなった。
2011年度（平成23年度）末の蔵書数は高梁中央図書館が112,175冊、成羽図書館が22,480冊であり、合わせて134,655冊だった。2011年度の貸出数は63,759冊であり、奉仕人口は33,552人だったため、1人あたり貸出数は1.9冊だった。1人あたり予算は岡山県の25自治体中15位、1人あたり蔵書数は25自治体中14位だったが、1人あたり貸出数は25自治体中23位と低迷していた。
2014年（平成26年）4月には、高梁川流域の7市3町（高梁市、新見市、総社市、倉敷市、浅口市、井原市、笠岡市、早島町、矢掛町、里庄町）が、公立図書館計27施設での広域貸出サービスを開始した。7市3町在住・在勤・在学者であれば、計27施設のどこでも図書の貸出を行うことができるが、自治体ごとに利用者カードを作成する必要があり、借りた自治体の図書館に返却する必要があった。2015年（平成27年）9月1日から対象圏域内のどの公立図書館でも返却できるようになった。2014年度時点の1人あたり貸出冊数は、岡山県内の15市で2番目に少ない2.2冊だった。
2006年（平成18年）には高梁市出身の国文学者である藤森賢一（高野山大学名誉教授）から書籍約16,000冊の寄贈を受けていたが、高梁市教育委員会は約10年間に渡って寄贈書を放置し、新館開館にともなう蔵書整理でいったんは廃棄を決定。その後藤森の遺族から返還を求められ、2016年（平成28年）3月に返還した。2016年8月31日には移転作業のために高梁市立高梁中央図書館が閉館した。

### 管理委託の経緯

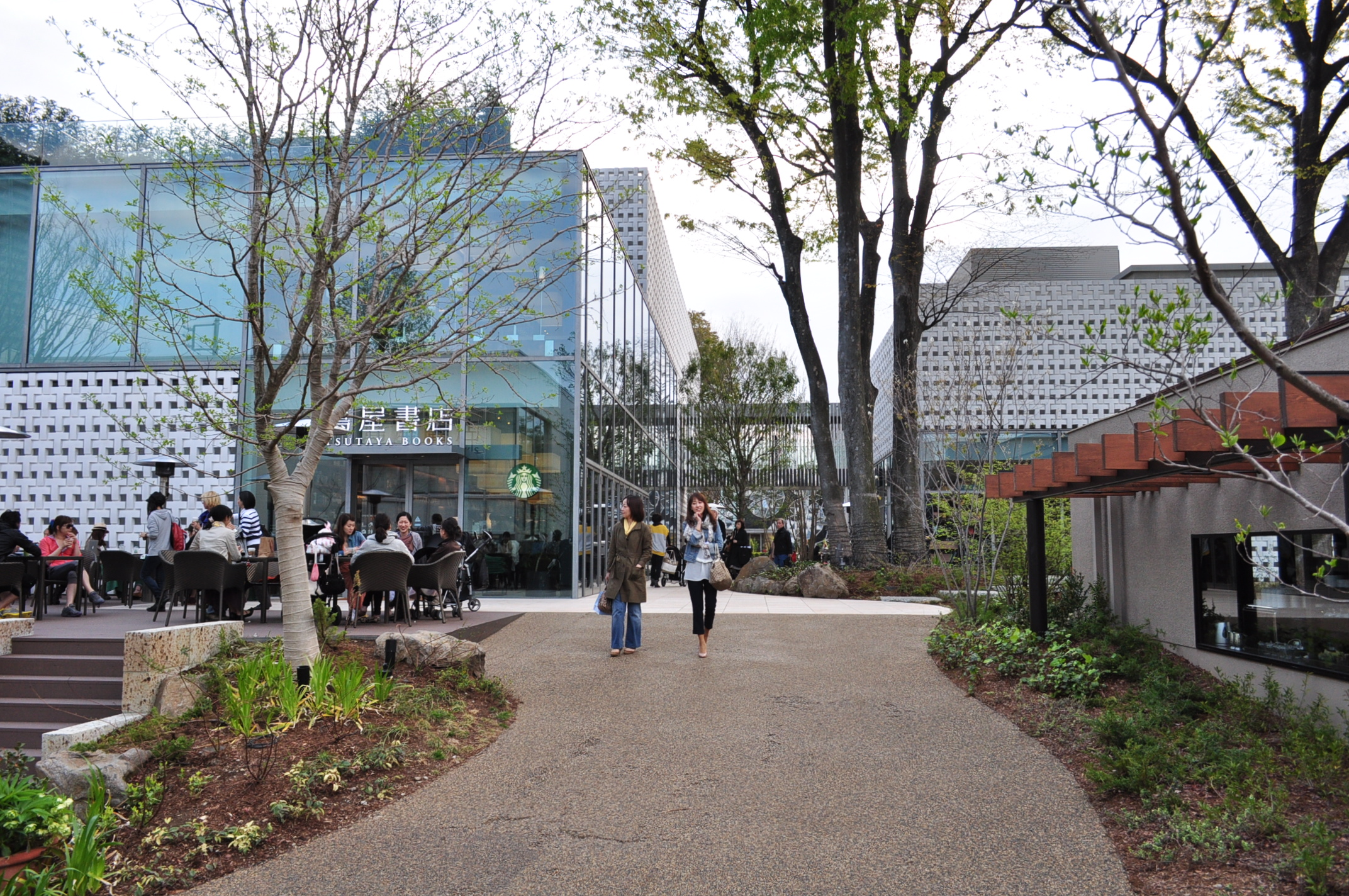
CCCが運営する代官山 T-SITE

2004年（平成16年）10月1日には旧高梁市を中心とする1市4町が合併して新高梁市が誕生し、旧高梁市時代と比べて市域が大きく広がった。高梁市域の人口は1947年（昭和22年）の75,570人をピークとして、2015年（平成27年）には約32,000人まで減少した。日本創成会議の試算では、2040年には人口が20,000人を割り込む見通しである。
合併を機に新図書館建設の機運が高まったため、2005年（平成17年）には高梁中央図書館建設計画策定委員会が設置され、2006年（平成18年）には高梁中央図書館基本構想が報告された。2012年（平成24年）11月には高梁中央図書館建設基本計画が策定され、JR伯備線備中高梁駅北側の「高梁バスセンター」の場所と「文化センター駐車場」の場所が新館の候補地に挙げられ、また施設の管理運営は市直営を基本とされていた。
2013年（平成25年）10月、高梁市は備中高梁駅北側のバスセンターの場所に図書館を含む複合施設を建設する計画を明らかにした。2014年（平成26年）4月にはカルチュア・コンビニエンス・クラブ(CCC)側から高梁市に提案があった。高梁市は同年12月には運営管理をCCCに委託する方針を固め、高梁市とCCCは2015年（平成27年）1月に基本合意を締結した。2016年（平成28年）3月の高梁市議会で当時の市議、大森一生が図書館流通センターから5年間で1億2500万円安くなる提案があったことを明かし、公募にするよう提案したが容れられず、CCC案が承認され、高梁市とCCCは同年4月27日に指定管理業務に関する協定を結んでいる。
CCCは佐賀県武雄市（武雄市図書館・歴史資料館）、神奈川県海老名市（海老名市立図書館）、宮城県多賀城市（多賀城市立図書館）でも公共図書館の指定管理者を務めており、高梁市は全国4番目、人口約32,000人という自治体規模は4自治体中最小である。総事業費は約20億円であり、うち建設費は約15億円。建設費の半分は国が実質7割を負担する過疎対策事業債で賄う。事業費とは別にCCCに支払う指定管理料は年間1億4800万円（税別）であり、指定管理期間は2016年12月から2022年3月末までである。
高梁市では「高梁市図書館問題を考える会」が活動している。さらに「わたしたちの高梁中央図書館をつくる会」は、2014年11月16日に高梁市文化会館で公立図書館のあり方を考える講演会を開催した。2016年（平成28年）3月には高梁市を含むTSUTAYA図書館の関係自治体の市民らが「ツタヤ図書館問題全国連絡会」を発足させ、3月25日には高梁市内でシンポジウムを開催した。
同年9月の高梁市長選挙では「TSUTAYA図書館」の是非が焦点となり、現職と新人の一騎打ちとなった選挙で新人は当選した場合に図書館の開館を一時保留とする構えを見せた。新人は一定の得票を獲得したものの、CCCの管理委託を進めた現職の近藤隆則が3選を果たした。

### 旭町時代(2017-)

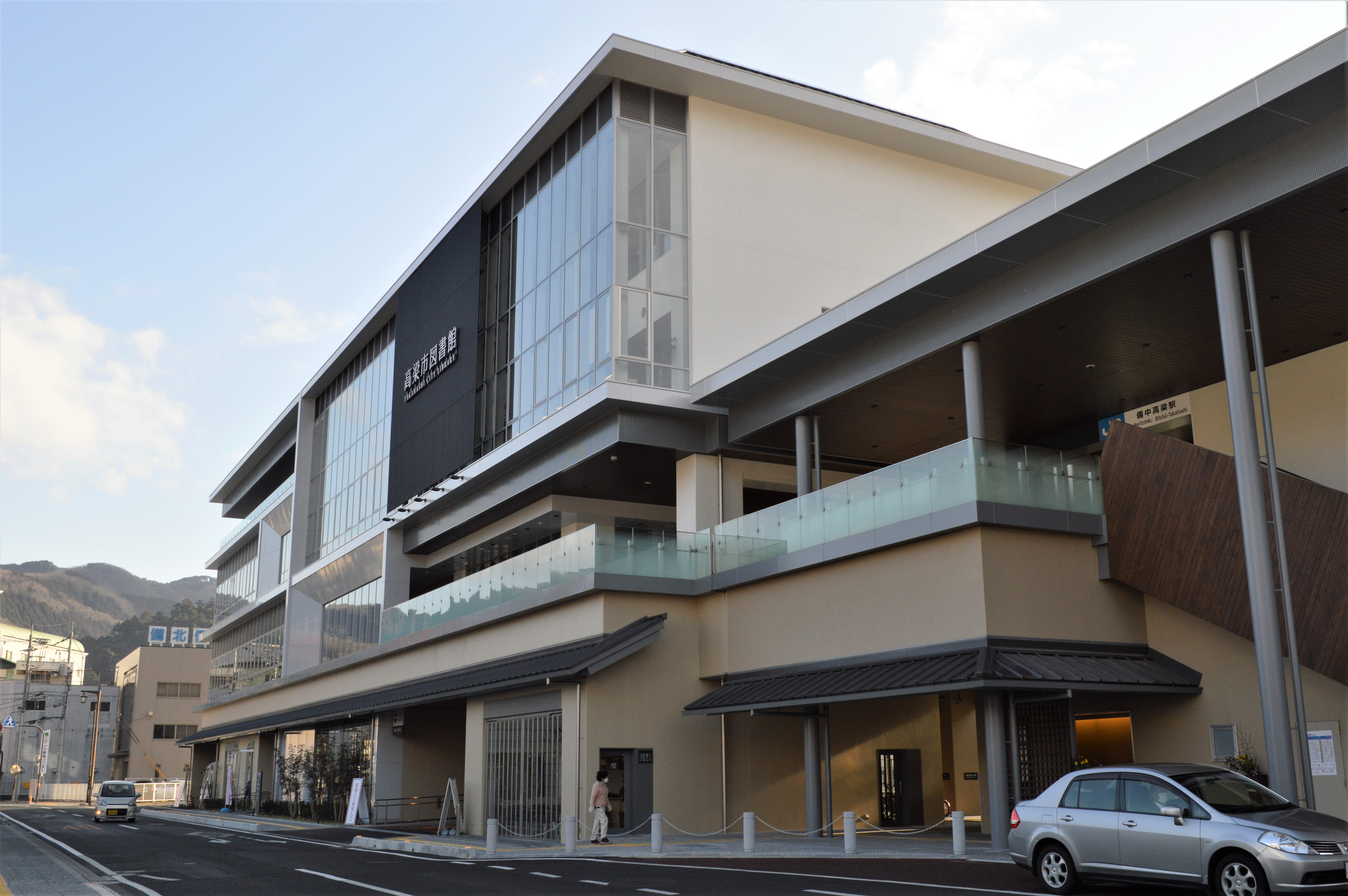
高梁市図書館とバスセンターが一体となった高梁市複合施設

2017年（平成29年）2月4日、JR備中高梁駅前に高梁市図書館が開館した。開館時の蔵書数は約12万冊。目標来館者数は年間20万人。開館から8日目の総入館者数は23,399人となり、2015年度の高梁市立中央図書館の入館者数を上回った。3月20日には開館45日目で総入館者数が10万人を超えた。開館から3か月の5月5日には総入館者数が年間目標の20万人を超え、年間目標を50万人に上方修正した。議会で20万人という数字について質問を受け、教育次長の宮本健二が図書館を純粋に利用した者、商業施設を利用した者、単に通り抜けに使った者の峻別はできず、図書館の利用者ではなく複合施設の利用者と答弁した。
高梁市図書館開館に伴い、貸出冊数は図書・雑誌資料が10冊、視聴覚資料が3点、貸出期間はどちらも2週間とされた。貸出冊数が20冊から10冊となった経緯について高梁市社会教育課課長代理の福田茂樹は「利用者は市内者のみの対象が市外者も対象となるため、20冊のままで貸し出すと本が不足するためである」と説明していた。その後、2018年4月1日から貸出冊数が20冊に戻された。ただし予約可能点数は図書資料・視聴覚資料を合わせて10点のままであり、自動貸出機では11冊以上は二度に分けての手続きが必要と案内された。
高梁市図書館開館で図書貸出へのTポイント付与が明らかとなり、議会には採用しないと説明されていたため問題となった。
2016年度（平成28年度）定期監査で有終館文庫及び展示品等が旧高梁中央図書館にあるとした上で、精査され適切な施設で保管（移管）してほしいと注意を受けた。さらに2017年度（平成29年度）財政援助団体等監査では高梁市公の施設の指定管理者の指定手続き等に関する条例施行規則で実績報告書の提出時期が30日以内と定められているにもかかわらず、高梁市図書館指定管理業務協定書は60日以内として締結されていることを挙げて適正な運用となるよう改善を求められ、また高梁市図書館の管理運営に関する基本協定書に定められた提出書類について所管課での内容審査等が十分でないと思われる点が散見されたと注意を受けた。
2018年（平成30年）7月の豪雨に際し、6日は高梁市図書館が20時で閉館、7日は両館とも臨時休館、8日から10日まで成羽図書館と3図書室が臨時休館、また移動図書館も運休となった。
新型コロナウイルス感染症拡大防止のため2020年（令和2年）4月10日から臨時休館となり、移転準備のための休館に入った成羽図書館を除いて5月21日から通常開館した。
2020年（令和2年）8月31日、成羽図書館が成羽複合施設「たいこまるプラザ」内に移転し、成羽図書室となった。

## 各館
| 高梁市の図書館・図書室 | 高梁市の図書館・図書室 | 高梁市の図書館・図書室 | 高梁市の図書館・図書室 | 高梁市の図書館・図書室 | 高梁市の図書館・図書室 |
| 館名                   | 所在地                 | 延床面積               | 開館時間               | 休館日                 | 備考                   |
| ---------------------- | ---------------------- | ---------------------- | ---------------------- | ---------------------- | ---------------------- |
| 高梁市図書館           | 旭町1306               | 2,250m2                | 9時-21時               | 年中無休               | 1953年12月開館         |
| 成羽図書室             | 成羽町下原606          |                        | 9時-17時               | 月曜日、年末年始       | 1952年4月1日開館       |
| 有漢図書室             | 有漢町有漢3387         | 231m2                  | 9時-17時               | 月曜日、年末年始       | 1985年8月10日開館      |
| 川上図書室             | 川上町地頭1822         | 200m2                  | 9時-17時               | 土日祝日、年末年始     | 1966年開館             |
| 備中図書室             | 備中町布賀29-2         | 125m2                  | 9時-17時               | 土日祝日、年末年始     | 2005年8月開館          |

高梁市には旧高梁市域に高梁市図書館が、旧成羽町域に成羽図書室が、旧有漢町域に有漢図書室が、旧川上町域に川上図書室が、旧備中町域に備中図書室がある。成羽図書室（旧・成羽図書館）と3図書室は「地域図書館」または「地域図書館・室」と呼ばれることがある。

### 高梁市図書館
高梁市複合施設の1階には高梁市バスセンターがある。2階にはJR備中高梁駅と直結する高梁市備中高梁駅東西連絡道の一部がある。それ以外の2階と、3階以上が高梁市図書館となっている。高梁市図書館の2階には蔦屋書店とその一部であるスターバックス、高梁市観光案内所、図書館の一部があり、3階と4階はフロア全体が図書館となっている。2階の入口すぐの場所には4階まで3階層の吹き抜けがあり、吹き抜けの東側には巨大な高層書架が設置されている。スターバックスの店舗壁面には吹屋地区と同じようにベンガラ（赤色顔料）が用いられている。4階の一部には展望テラスがあり、ボーネルンドの遊具が設置されている。
2階の図書館部分には旅行・料理・生活・ファッションなどの本、3階には文学・歴史・教育などの本や新聞があり、4階には児童書がある。3階には学習室があり、4階には読み聞かせスペースがある。高梁市図書館の開館時間は9時から21時であり、休館日はなく年中無休である。

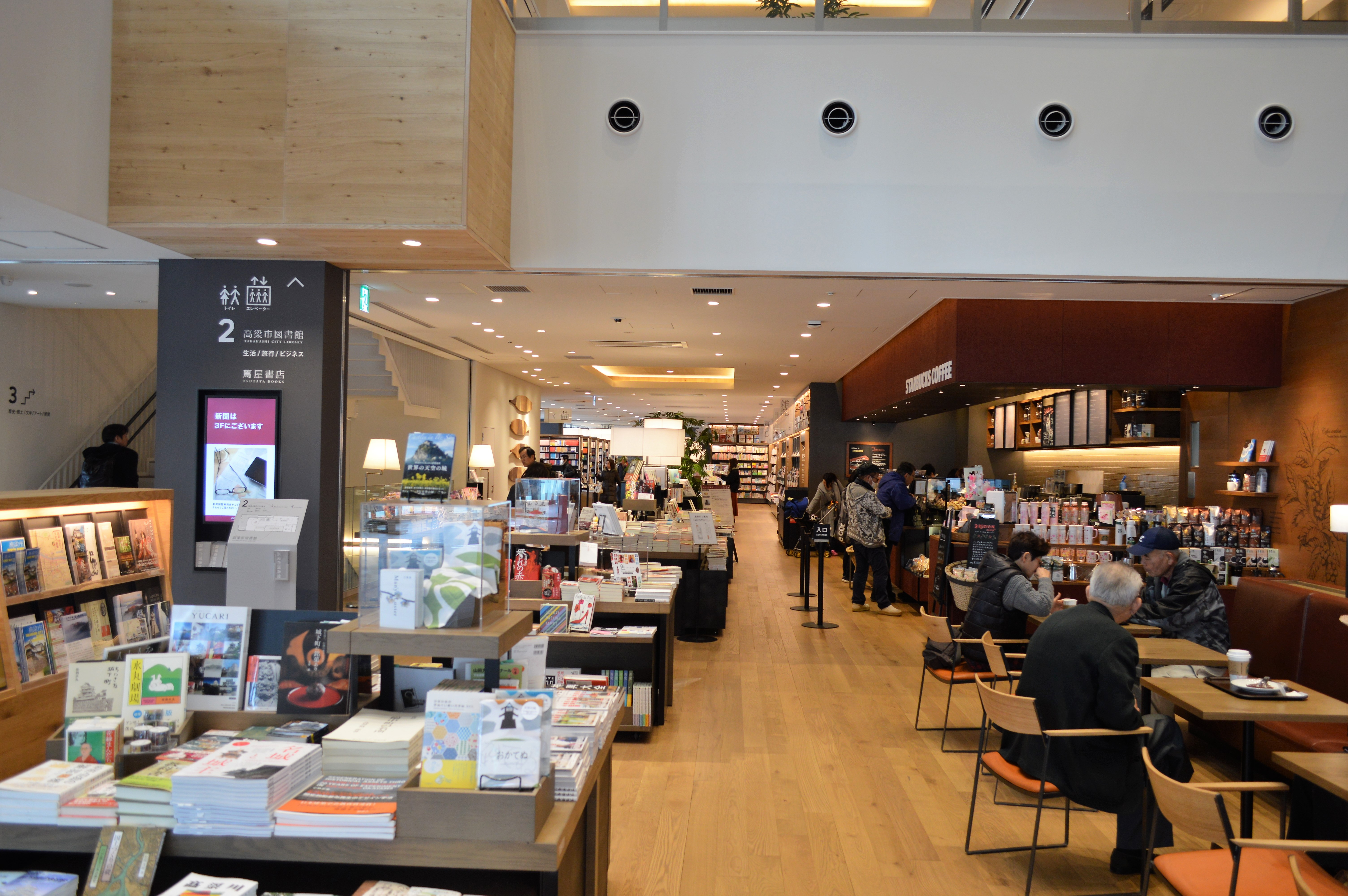
館内のスターバックス（右）
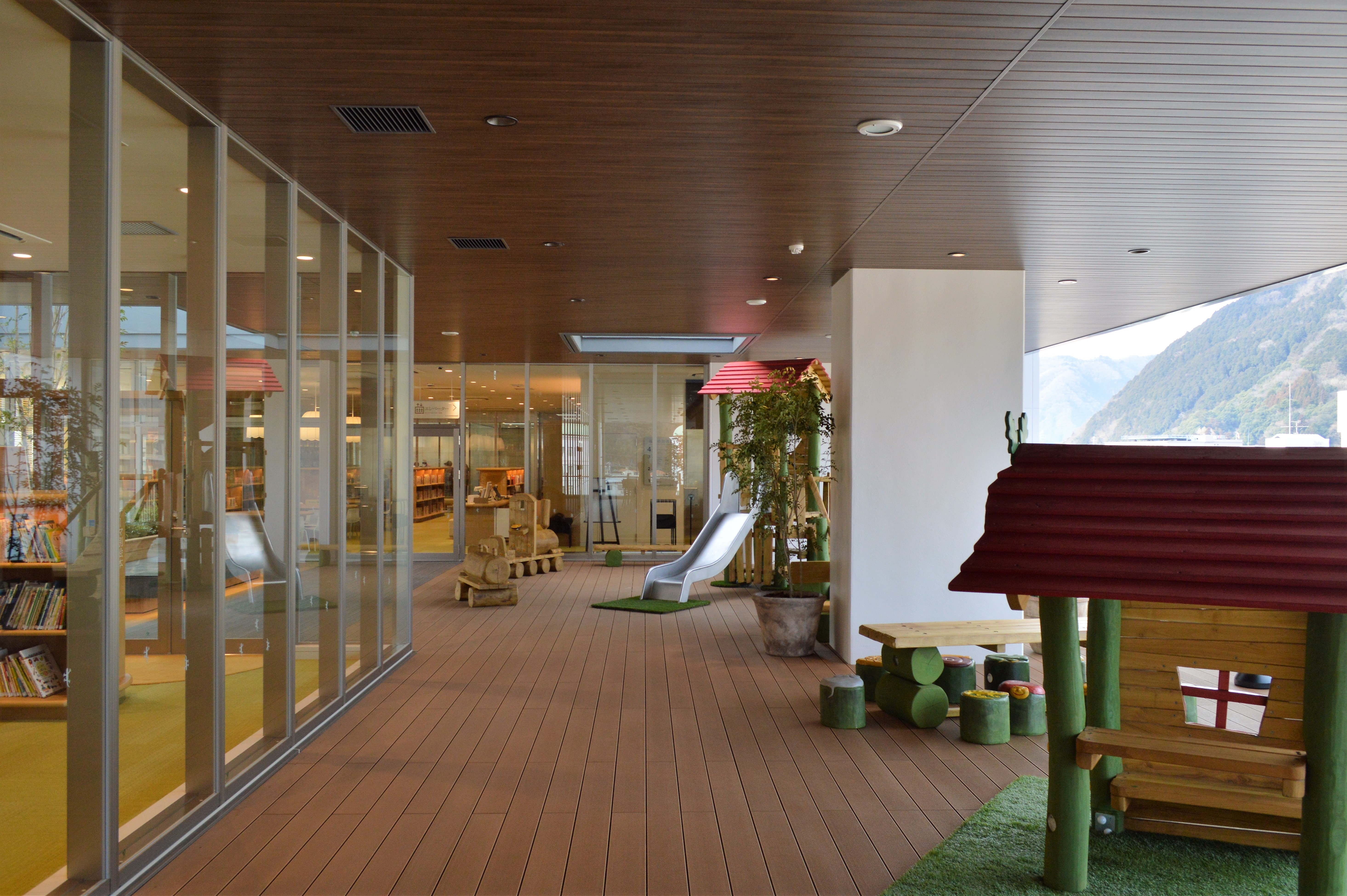
4階の展望テラス
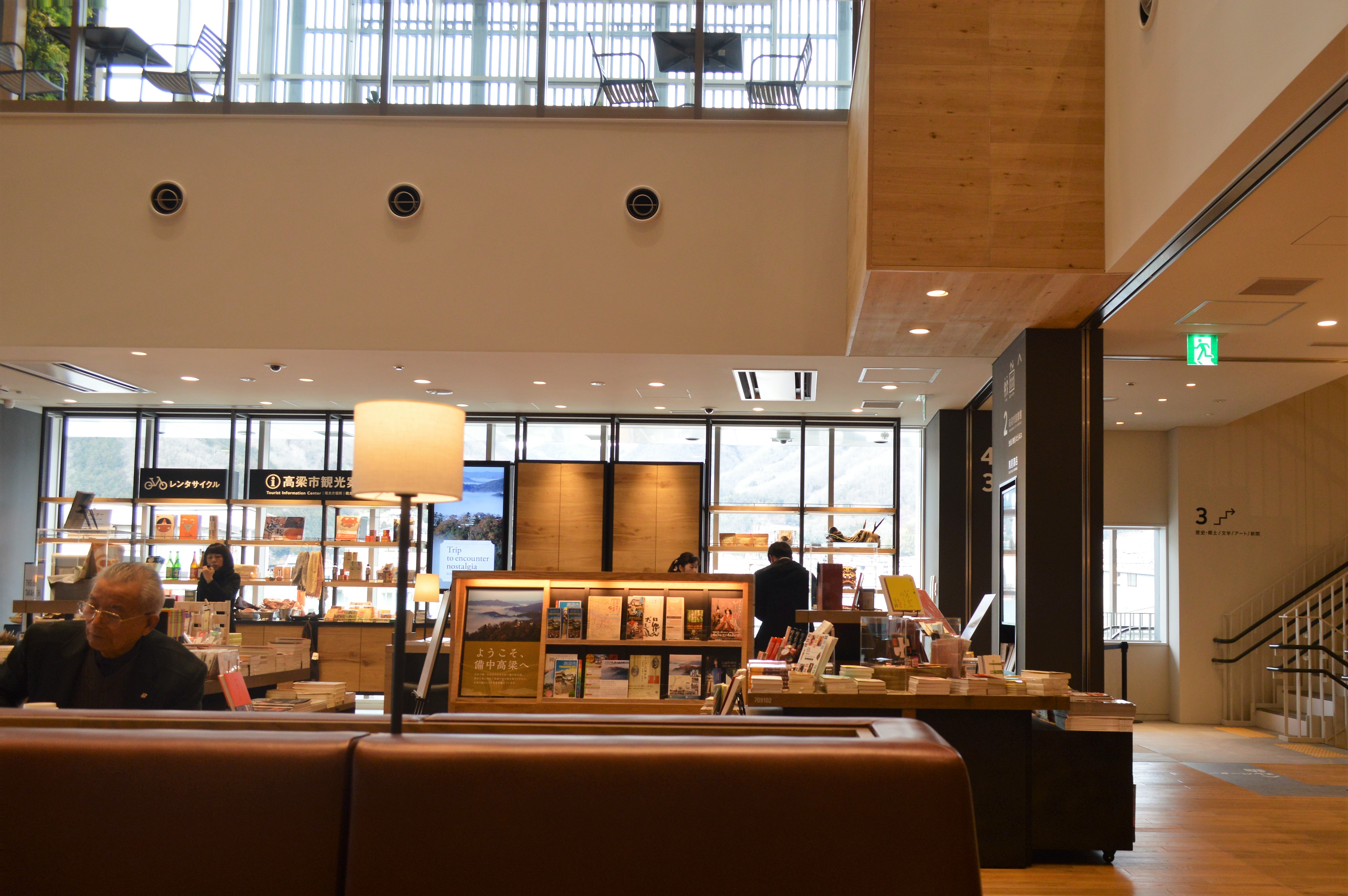
館内の高梁市観光案内所
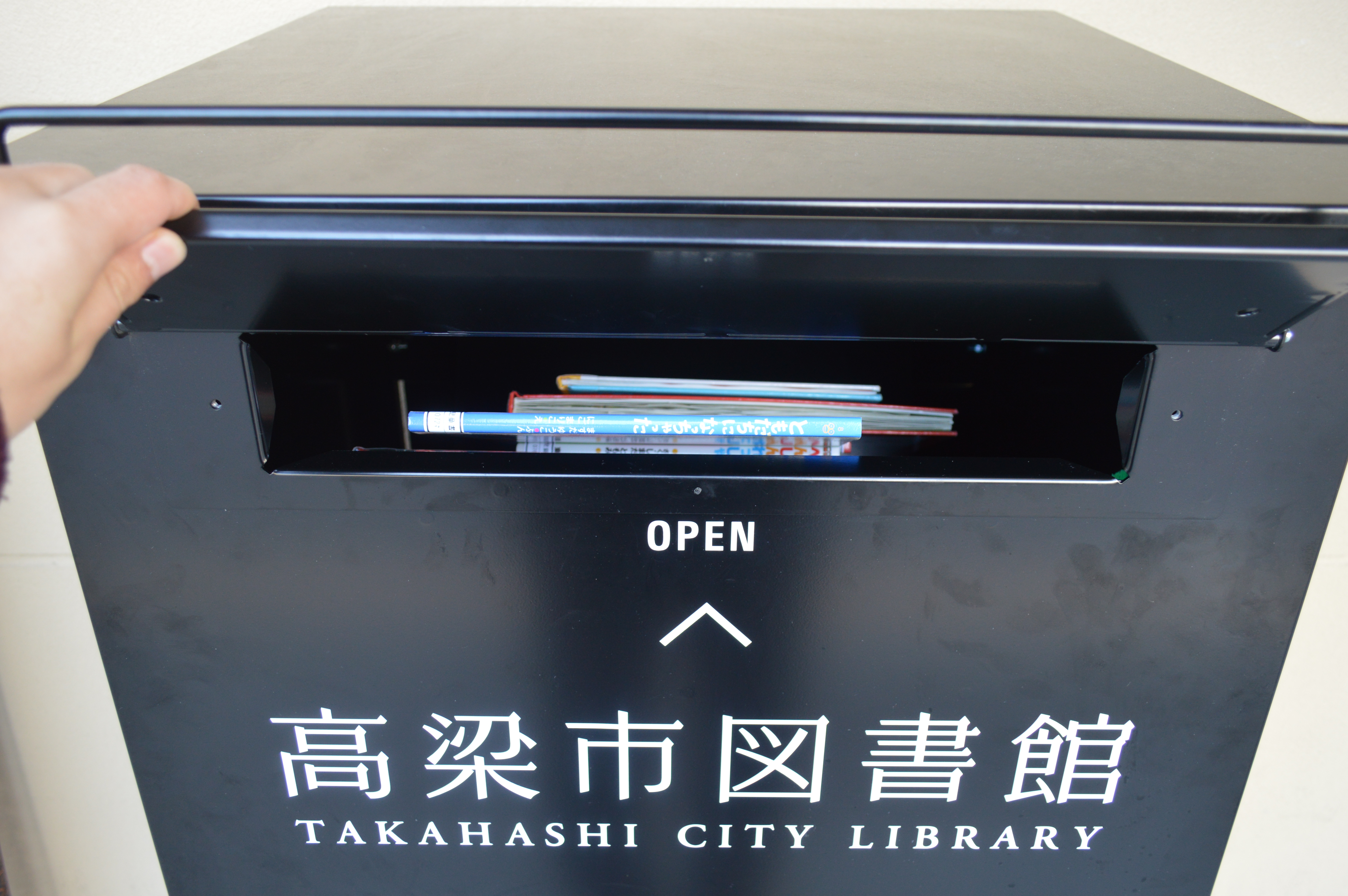
中身を確認しやすい返却ポスト

### 成羽図書室

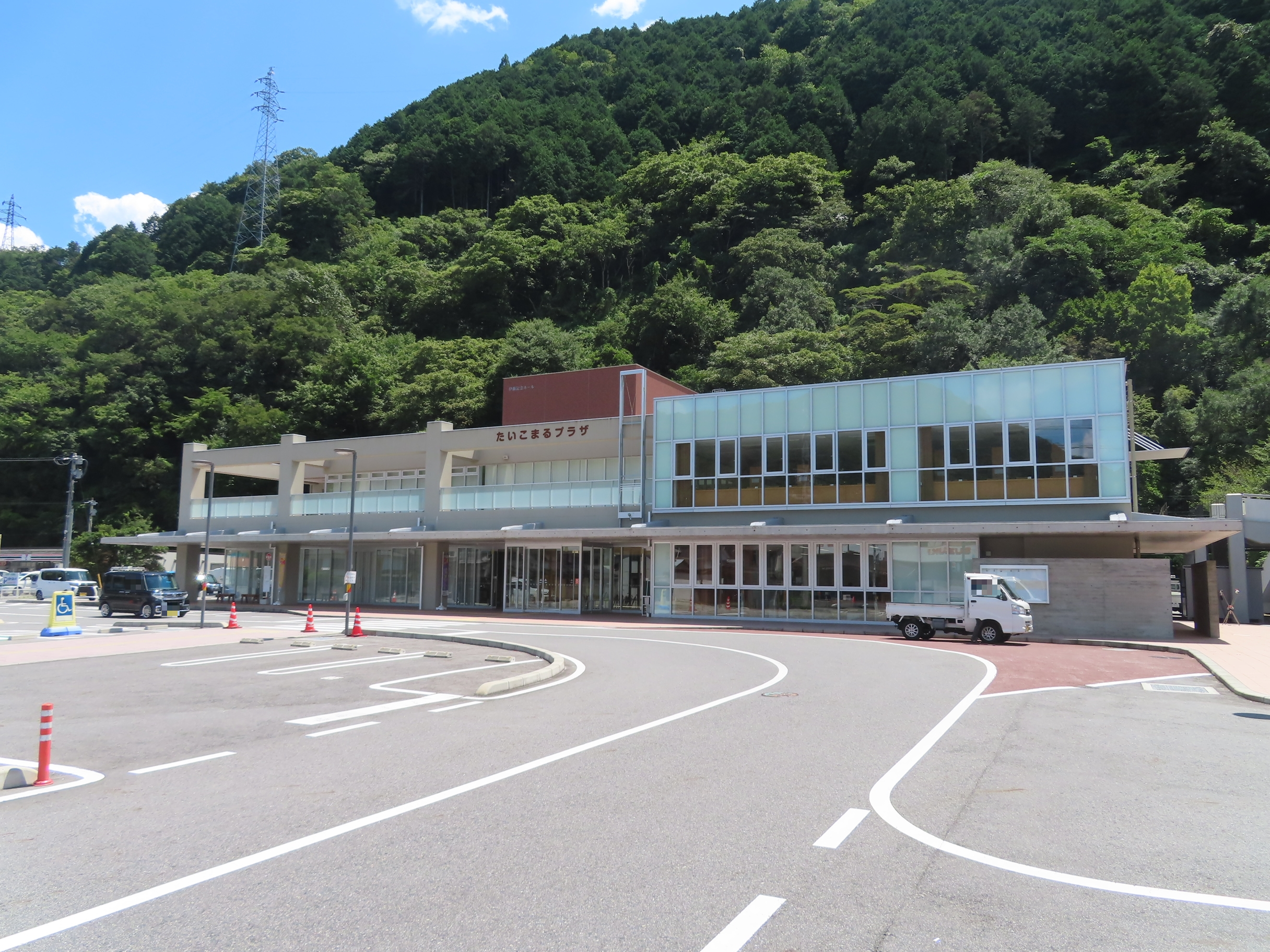
成羽複合施設たいこまるプラザ（2020-）。この中に成羽図書室が入る。

1951年（昭和26年）には川上郡成羽町の町制50周年を機に公民館を設立する機運が高まり、町立以前の図書館から図書を引き継いで、1952年（昭和27年）4月1日には成羽町下原にあった建物に成羽町立図書館が開館した。階下が図書室、階上は絵画を展覧した読書室であった。
その後、1953年（昭和28年）8月には成羽町立鶴鳴保育園の西側に図書館・郷土館・美術館を併設する公民館が建設された。

しかしその建物も手狭となったため、1967年（昭和42年）には公民館・ホール・図書館・美術館・博物館を併設する成羽文化センターが開館した。第一期工事完了後の同年5月13日には本館とホールの落成式が行われており、第二期工事完了後の11月20日には図書館や美術センターなどが開館している。2004年（平成16年）には旧高梁市・成羽町・有漢町・川上町・備中町が合併して新高梁市となり、図書館は高梁市立成羽図書館に改称した。
成羽町出身で元京セラ会長の伊藤謙介による寄付を活用して計画が進められた成羽複合施設に成羽図書館も集約されることとなり、新型コロナウイルス対策による2020年（令和2年）4月10日からの臨時休館に引き続いて移転準備のため5月1日から6月29日まで臨時休館となり、「たいこまるプラザ」と愛称がつけられた成羽複合施設の開館が8月31日に延期された後、成羽図書室として移転した。

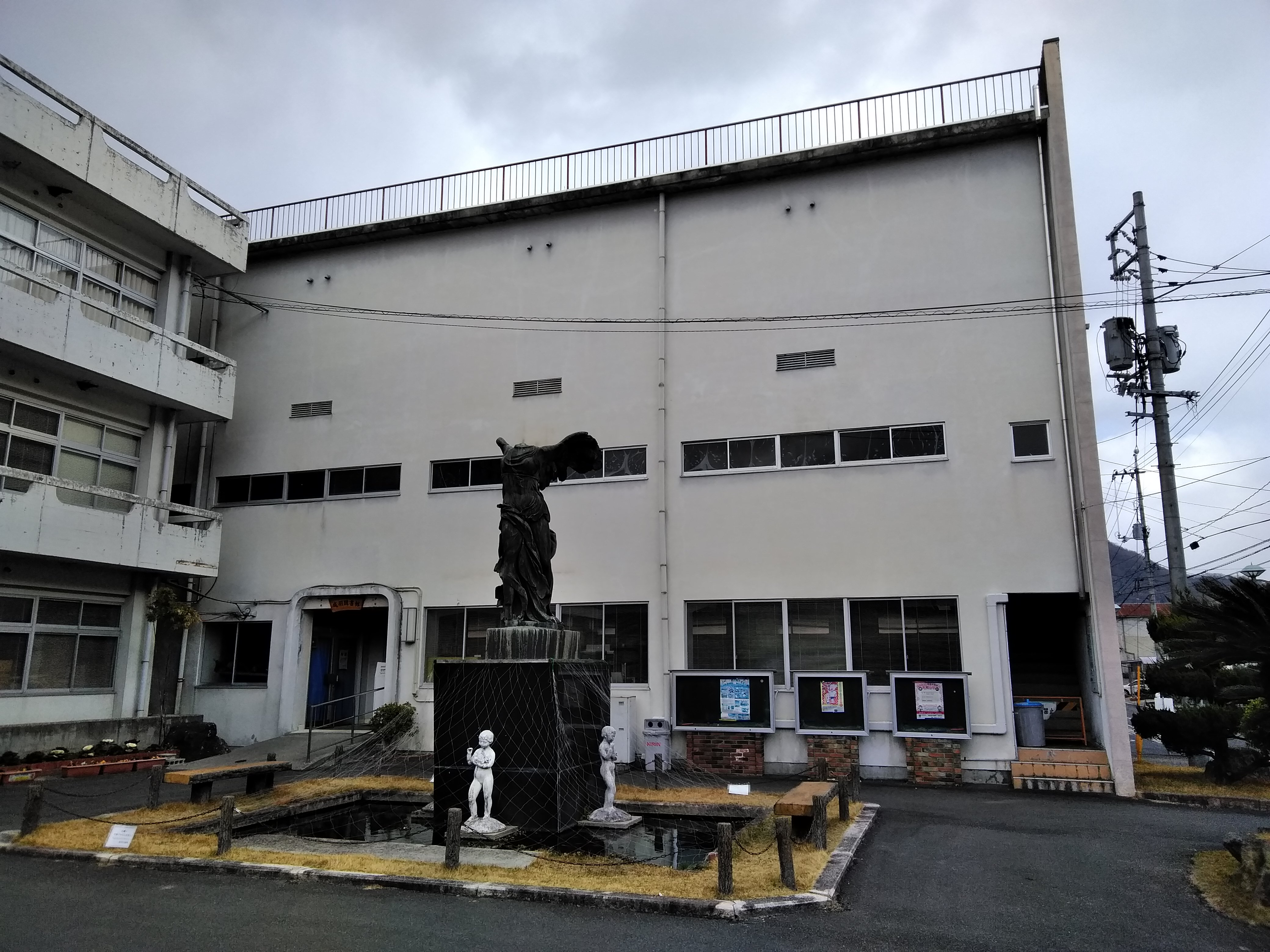
解体前の旧成羽文化センターの図書館側(1967-2020)

### 川上図書室

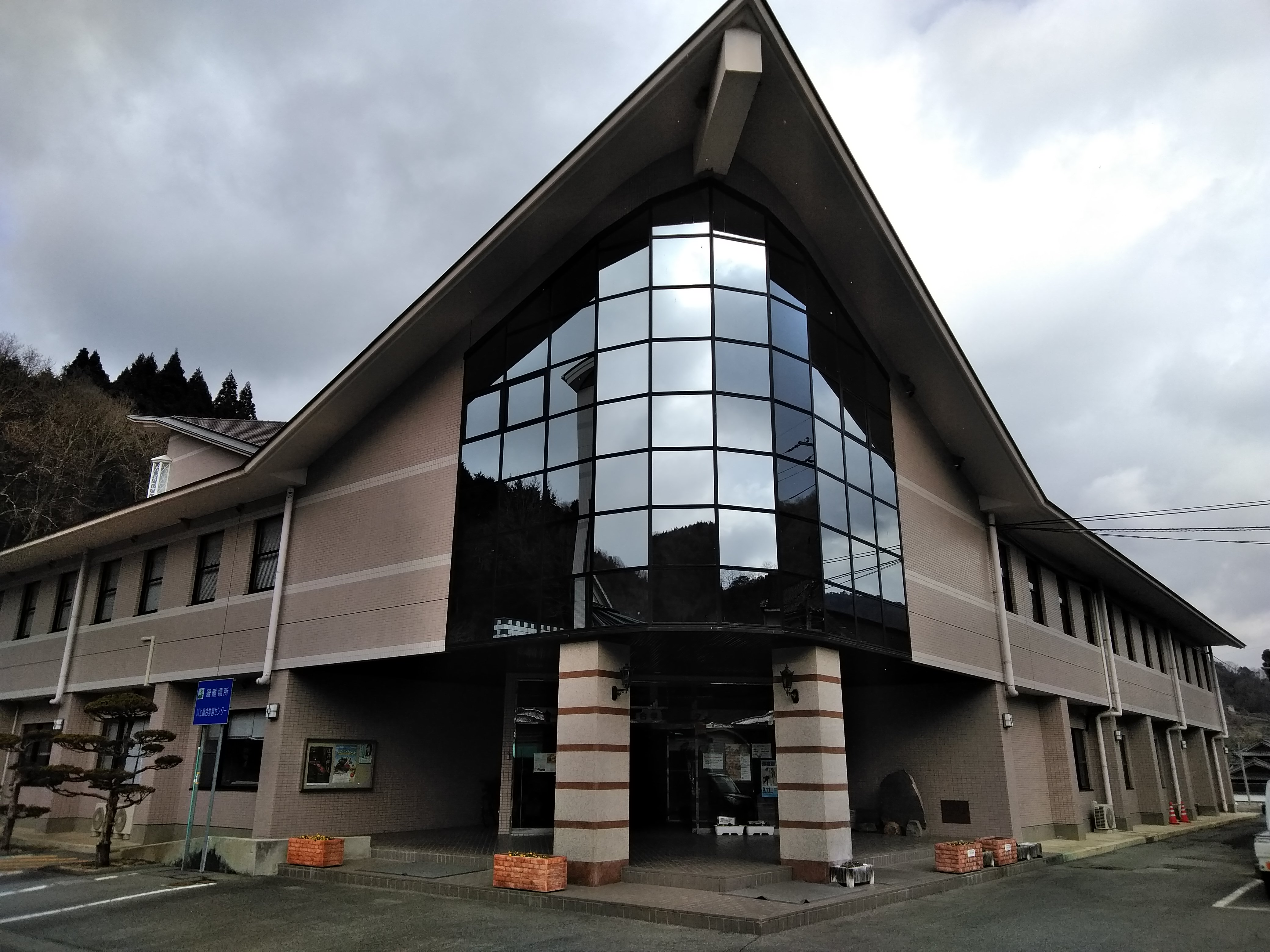
川上図書室がある川上総合学習センター

1966年（昭和41年）には川上郡川上町の川上町中央公民館内に図書室が設置された。1992年（平成4年）6月7日には中央公民館跡地に川上町総合学習センターが完成し、2階に図書室兼視聴覚室が設置された。2004年（平成16年）に旧高梁市・成羽町・有漢町・川上町・備中町が合併して新高梁市となったことで、川上町総合学習センターは高梁市川上総合学習センターに改称している。

### 有漢図書室

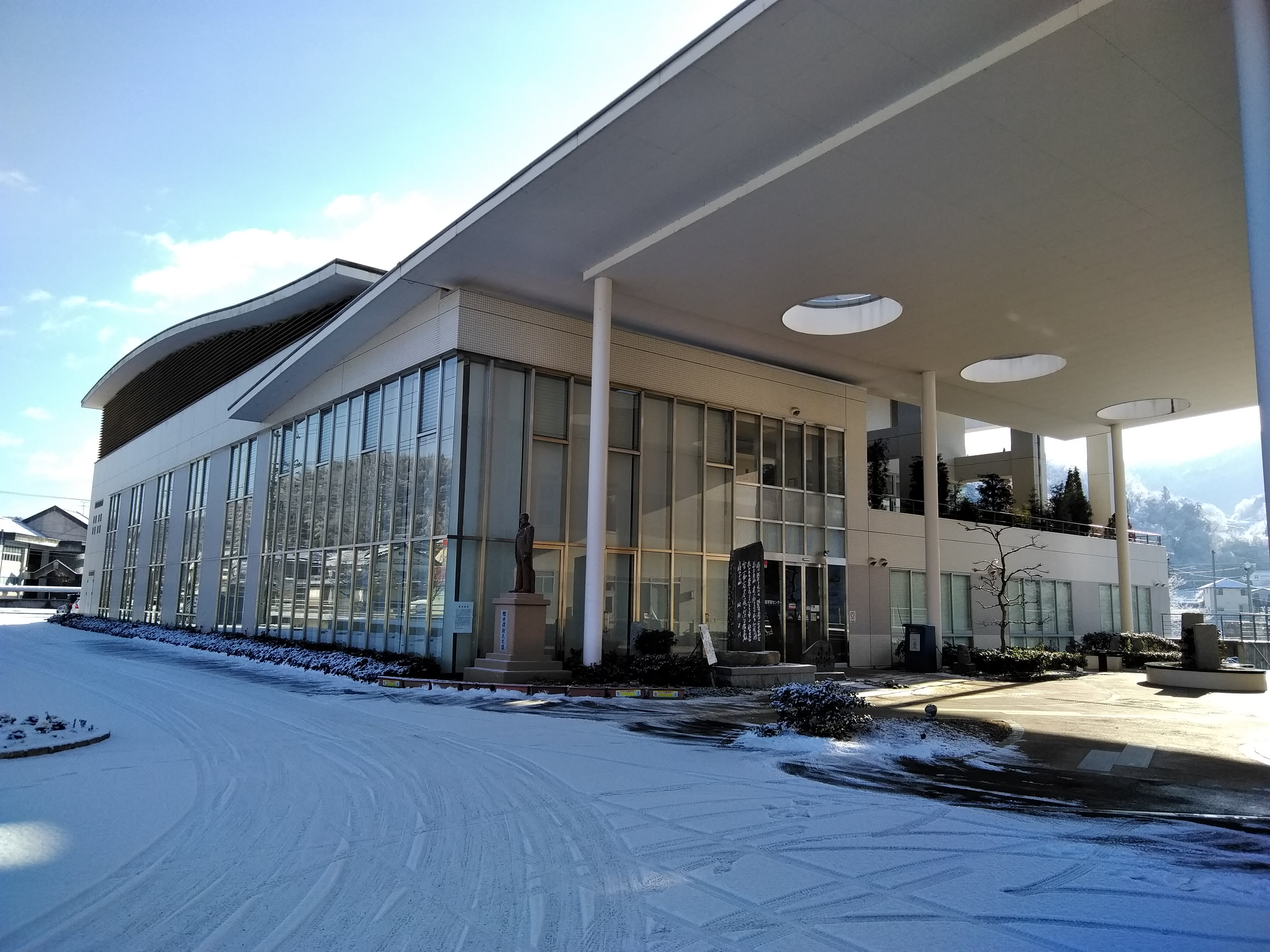
有漢図書室がある生涯学習センター

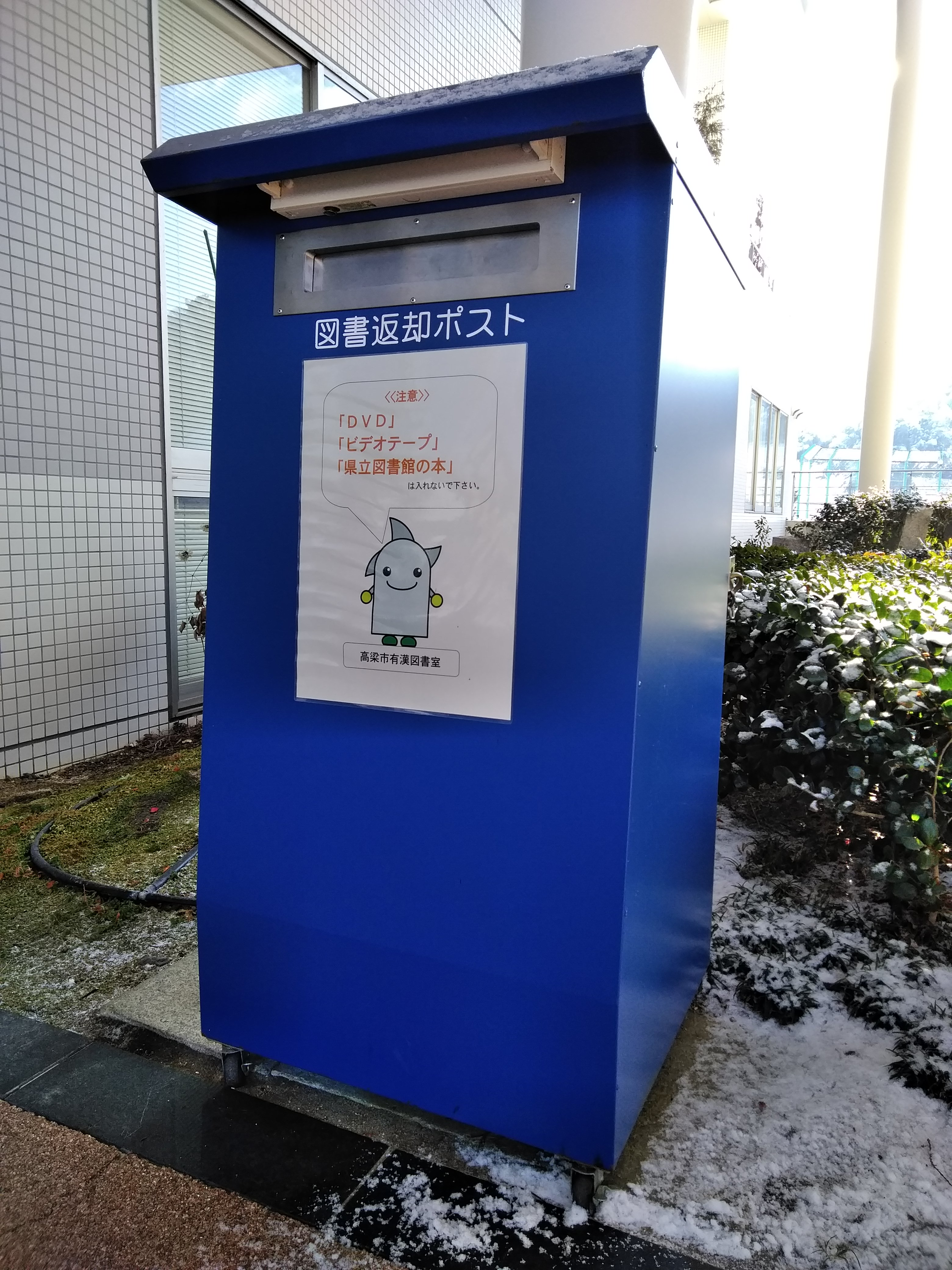
図書返却ポスト

1985年（昭和60年）8月10日、旧・有漢町の町コミュニティセンターに木曜の午後に開館する町民図書館が開設された。2003年頃には町民図書室と呼ばれていたが、合併を前に当時建設中であった現施設への移転のため休館した。新高梁市発足後の2005年3月1日には旧有漢町域の有漢地域センター内有漢生涯学習センターに有漢図書室が開館している。

### 備中図書室

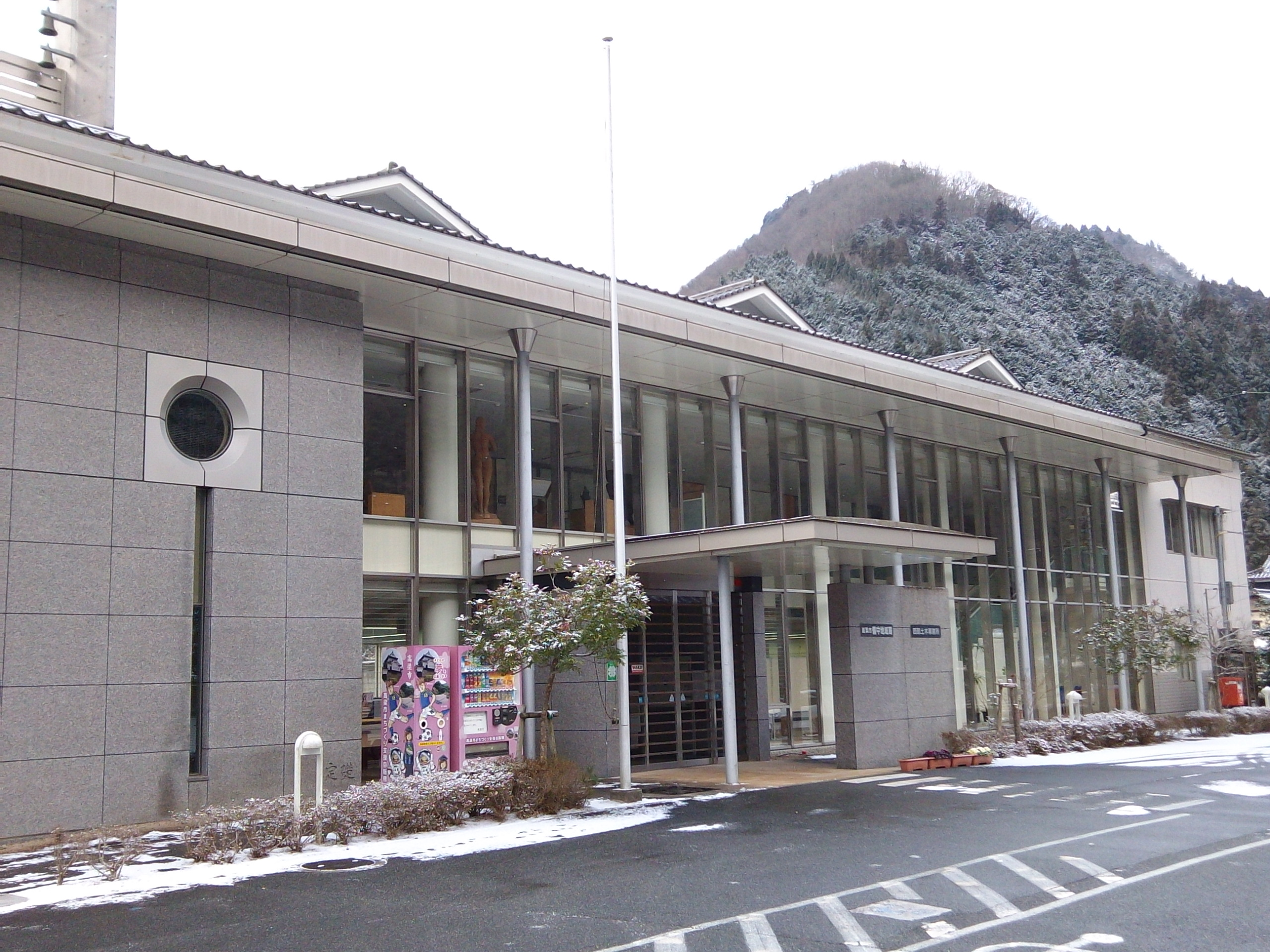
備中図書室がある備中地域局

新高梁市発足後の2005年8月22日には旧備中町域の備中地域局2階に備中図書室が開館している。

## 移動図書館
旧・高梁市は新館移転翌年の1971年（昭和46年）11月には移動図書館サービスを開始した。1987年（昭和62年）には1,000冊を収容できる車両に更新した。全国的には移動図書館を廃止する自治体が多かったが、2010年（平成22年）には1,000万円を投じて車両を更新。収容冊数は1,600冊に増加した。2009年度には旧成羽町以外の15か所にステーションを設け、延べ3,000人が約20,000冊を借りた。2016年9月からは旧・成羽町への巡回もこちらの車両で行うようになった。
旧・成羽町では1999年4月に移動文庫（移動図書館）を開始した。当初は専用車ではなかったが、翌年までには専用車両「うぐいす号」を配備している。軽四ワゴンを改造した車で、合併後も月二回、2016年8月まで巡回を行っていた。
2017年（平成29年）に開館した高梁市図書館の指定管理者であるカルチュア・コンビニエンス・クラブ(CCC)は、巡回頻度の増加、滞在時間の延長、移動図書館でのパンや書籍の販売、買い物代行、移動式カフェなど、高梁市図書館開館前から移動図書館の充実化を検討していた。同年4月4日には移動図書館がリニューアルスタートした。同日からは移動図書館に合わせて物品の販売を試験的に開始しているが、日本図書館協会によるとこのような試みは全国初だという。
2018年（平成30年）7月の豪雨で運休、移動図書館車両が修理工場で水没していたことが報じられ、8月から代替車による運航の再開が告知された。